# Орхан Ералп
Орхан Ералп (тур. Orhan Eralp; 1915, Ізмір — 6 червня 1994, Стамбул) — турецький дипломат. Постійний представник Туреччини при Організації Об'єднаних Націй (1964—1969; 1978—1980).

## Життєпис
Народився у 1915 році в Ізмірі. У 1933 році закінчив Роберт-коледж та у 1939 юридичний факультет Лондонського університету.
У 1957—1959 рр. — Посол Туреччини у Швеції, після чого посол у Югославії у 1959—1964, Постійний представник Туреччини при Організації Об'єднаних Націй у 1964—1969, Генеральний секретар міністерства закордонних справ у 1969—1972 роках він був постійним представником при НАТО в 1972—1976 роках, послом Франції в 1976—1978 роках і Постійним представником Туреччини при Організації Об'єднаних Націй у 1978—1980 роках.
У 1980 році вийшов на пенсію за віком. Ералп, який тривалий час лікувався від раку гортані і чия хвороба була прихована, покінчив життя самогубством 6 червня 1994 року у своєму будинку в Арнавуткьоі, отримавши єдину кулю в лоб, невдовзі після того, як дізнався, що він хворий на рак, і помер по дорозі в лікарню.